# Stenogynaia tenuicornis
Stenogynaia tenuicornis är en stekelart som beskrevs av Heinrich 1965. Stenogynaia tenuicornis ingår i släktet Stenogynaia och familjen brokparasitsteklar. Inga underarter finns listade i Catalogue of Life.